# Aveny

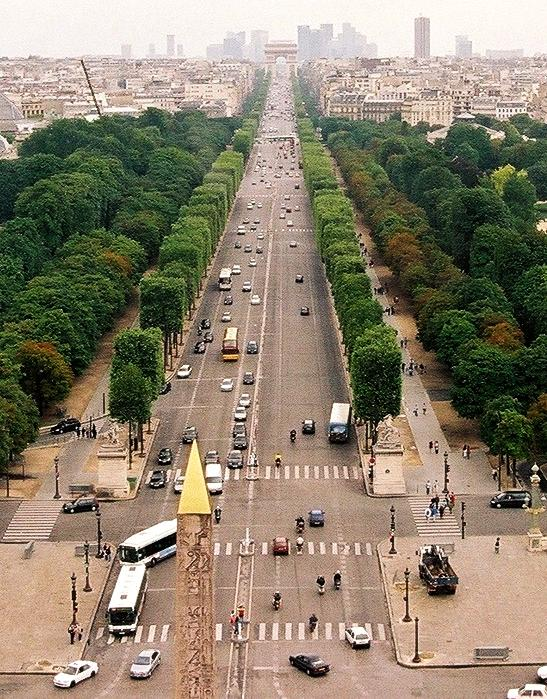
Champs-Élysées i Paris

En aveny är en bredare gata, som ibland leder fram till en speciell eller framträdande byggnad eller plats. Avenyer är ofta kantade av träd. Andra ord för liknande typer av gator är esplanad och boulevard.
Ordet kommer av franskans venir, "att anlända". Det är bildat av verbet avenir (komma till ett ställe), som i latinet hette advenire, en sammansättning av ad (till) och venire (komma).
På svenska är det ovanligt att en gata benämns aveny. Exempel är Kungsportsavenyen (notera stavningen) i Göteborg, Järnvägsavenyn i Linköping samt Första, Andra och Tredje avenyen (notera stavningen) i Hässleholm. En välkänd aveny är Champs-Élysées i Paris. På Manhattan i New York kallas de långa gatorna i nord-sydlig riktning avenue, medan tvärgatorna kallas street.